# داني دايتون
داني دايتون (بالإنجليزية: Danny Dayton)‏ مواليد 20 نوفمبر 1923 في جيرسي سيتي، الولايات المتحدة - الوفاة 6 فبراير 1999 في لوس أنجلوس، هو ممثل ومخرج أمريكي بدأ مسيرته الفنية سنة 1949.

## الأعمال
- إد وود
- بارني ميلر
- الرجل الأخضر الخارق
- سيمون وسيمون
- حقائق الحياة
- إي آر
- فريندز
- المربية
- ماد أباوت يو

## روابط خارجية
- داني دايتون على موقع IMDb (الإنجليزية)
- داني دايتون على موقع ألو سيني (الفرنسية)
- داني دايتون على موقع أول موفي (الإنجليزية)
- داني دايتون على موقع قاعدة بيانات برودواي على الإنترنت (الإنجليزية)
- داني دايتون على موقع قاعدة بيانات الأفلام السويدية (السويدية)
- داني دايتون على موقع قاعدة بيانات الفيلم (الإنجليزية)
- داني دايتون على موقع كينوبويسك (الروسية)